# Karel Absolon

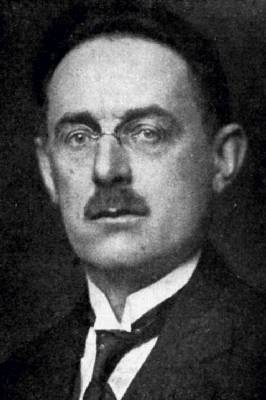
Karel Absolon

Karel Absolon (* 16. Juni 1877 in Boskovice, Österreich-Ungarn; † 6. Oktober 1960 in Brünn) war ein tschechoslowakischer Prähistoriker, Geologe und Speläologe.

## Leben
Karel Absolon ist der Enkel des Naturforschers Jindřich Wankel und Sohn des Arztes Vilibald Absolon. Seine Mutter Valeria Absolon, geb. Minkusziewiczová, mit der sein Vater in zweiter Ehe verheiratet war, beschäftigte sich mit paläontologischer Kunst. In Brünn besuchte er das humanistische Gymnasium. In Prag studierte er Zoologie und Geographie.
Während seines Studiums an der Karls-Universität beschäftigte er sich mit speläologischen Untersuchungen in der Gegend des Mährischen Karstes. 1907 habilitierte er sich in den Fächern Physische Geographie und verwaltete ein Jahr später die Zoologischen Sammlungen des Mährischen Museums in Brünn. 1926 wurde er zum außerordentlichen, 1927 zum ordentlichen Professor der Paläoanthropologie und Zoogeographie an der Prager Karls-Universität ernannt. Zu seinen Schülern gehörte unter anderem Jan Jelínek.

## Werk
Seine Forschungsarbeiten führte er in der Zoologie, Speläologie, Karstforschung, Geomorphologie, Paläontologie und Archäologie durch. Auch nach seinen Studienzeiten lag sein Schwerpunkt in der Region Mährischer Karst. Dieses Gebiet wurde von ihm systematisch untersucht und kartographiert. Er untersuchte und machte den Höhlendurchbruch Stiefmutterschlucht der Bevölkerung zugänglich, forschte in den Höhlen Pekárna, Punkevní jeskyně und Kateřinská jeskyně. Gemeinsam mit Bohuslav Klíma forschte er in Gegenden von Přerov, in denen die ersten prähistorischen Menschen in Mähren siedelten, sowie bei Dolní Věstonice, Otaslavice und Ondratice. Seine Funde wurden im Schloss Mikulov untergebracht, wo sie bei einem Brand vernichtet wurden.
Absolon durchforschte auch Karstgegenden in England, Frankreich und auf dem Balkan. Insgesamt untersuchte er über 2000 Höhlen. Sein Gesamtwerk beinhaltet hunderte von Artikeln in wissenschaftlichen Zeitschriften und Monographien. 
Der Schriftsteller Václav Erben verewigte ihn in einem seiner „Kapitän Exner“-Romane als Professor Aboldon.